# Frank Wigglesworth Clarke
Frank Wigglesworth Clarke (Boston, Estados Unidos, 19 de marzo de 1847 - Washington D. C. 23 de mayo de 1931) fue un geólogo y químico de Estados Unidos. Fue llamado "el padre de la geoquímica por «haber determinado la composición de la corteza de la Tierra».

## Semblanza

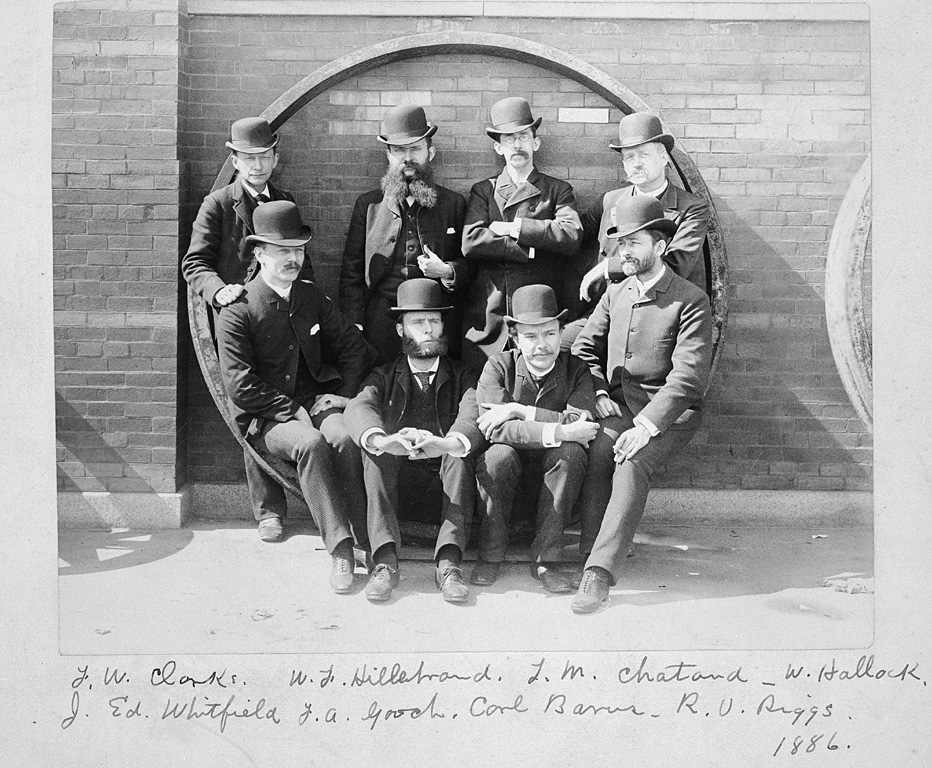
Frank Wigglesworth Clarke, fila de atrás a la izquierda, con unos colegas

Los padres de Clarke, Samuel y Abby (Fisher) Clarke, eran residentes de Boston, Massachusetts. Samuel Clarke era comerciante de materiales y maquinaria para trabajar el hierro. Abby Clarke murió cuando Frank Clarke era un bebé de diez días. Entre los parientes de Clarke en Nueva Inglaterra había un abuelo que oficiaba como ministro unitario en Princeton, Nueva Jersey y Uxbridge, Massachusetts; otro sirvió como coronel bajo el General George Washington en el Ejército Continental, y un tercero que escribió Day of Doom, un poema puritano del siglo XVIII.
Clarke fue criado por su abuelo, el ministro unitario, en Uxbridge hasta 1851. Su padre se volvió a casar, y la nueva familia se constituyó en Woburn, Massachusetts. Los Clarke vivieron en Worcester desde 1859 hasta 1866, cuando regresaron a Boston. Después de que Frank se fue a estudiar en la universidad, Samuel Clarke se mudó a Watertown, donde residió hasta su muerte en 1907.
Clarke recibió su educación primaria en Woburn y Uxbridge, Massachusetts; y su educación secundaria en un internado en Stoughton y en varias escuelas en Boston. Asistió a la Escuela de Latín de Boston y al Instituto Inglés antes de matricularse en la Escuela Lawrence de Harvard en marzo de 1865. Su mentor en Harvard fue Wolcott Gibbs. Clarke se licenció en Ciencias por Harvard en 1867 y pasando a trabajar como profesor de química en el Colegio Dental de Boston. Posteriormente se incorporó como instructor de química en la joven Universidad de Cornell, bajo la tutela del científico de hidrocarburos y graduado de la Escuela Lawrence, el profesor James Mason Crafts. A menudo estereotipado como "químico", su trayectoria muestra que el profesor Clarke también fue geólogo. Su corta estadía en Ithaca (Nueva York) produjo extensos trabajos cartográficos de formas geológicas locales, que se reanudaron cuando enseñó en la Universidad de Cincinnati. Regresó a Boston después de 1869, y reanudó sus clases en el Colegio Dental de Boston, donde protagonizó diversas iniciativas literarias y periodísticas, incluyendo informes para el Boston Advertiser hasta 1873.
Entre 1873 y 1874 enseñó química y física en la Universidad de Howard en Washington y en la Universidad de Cincinnati desde 1873 hasta 1883. Desarrolló el primer informe de gobierno en la enseñanza de la ciencia en los Estados Unidos, que fue publicado en la revista Science en octubre de 1881.
En 1908 publicó la primera edición de su obra, los datos de Geoquímica, que fue editado por el United States Geological Survey, mientras que él era químico en jefe. La quinta edición fue publicada en 1924, cuando se retiró de la actividad. Falleció en su ciudad natal, el 23 de mayo de 1931.

## Reconocimientos
- El Premio FW Clarke de la Sociedad Geológica de América se estableció en su honor.
- El mineral clarkeíta fue nombrado en su honor.[6]